# Lamborghini Huracán
Lamborghini Huracán (укр. Ламборґіні Уракан) — суперкар італійської спортивної преміум-марки Lamborghini, що замінив Gallardo.

## Про автомобіль

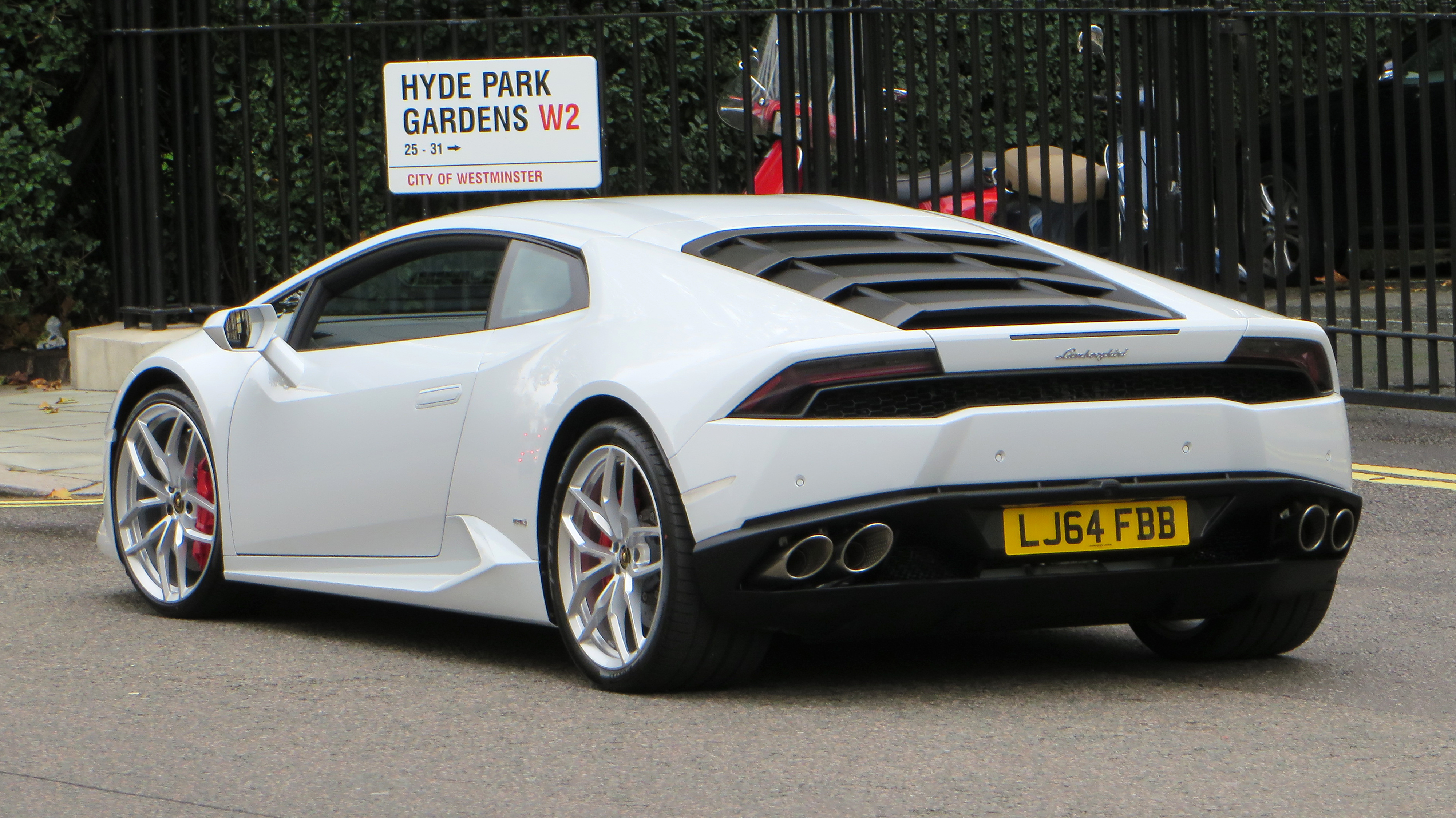
Lamborghini Huracán LP 610 (2014–2020)

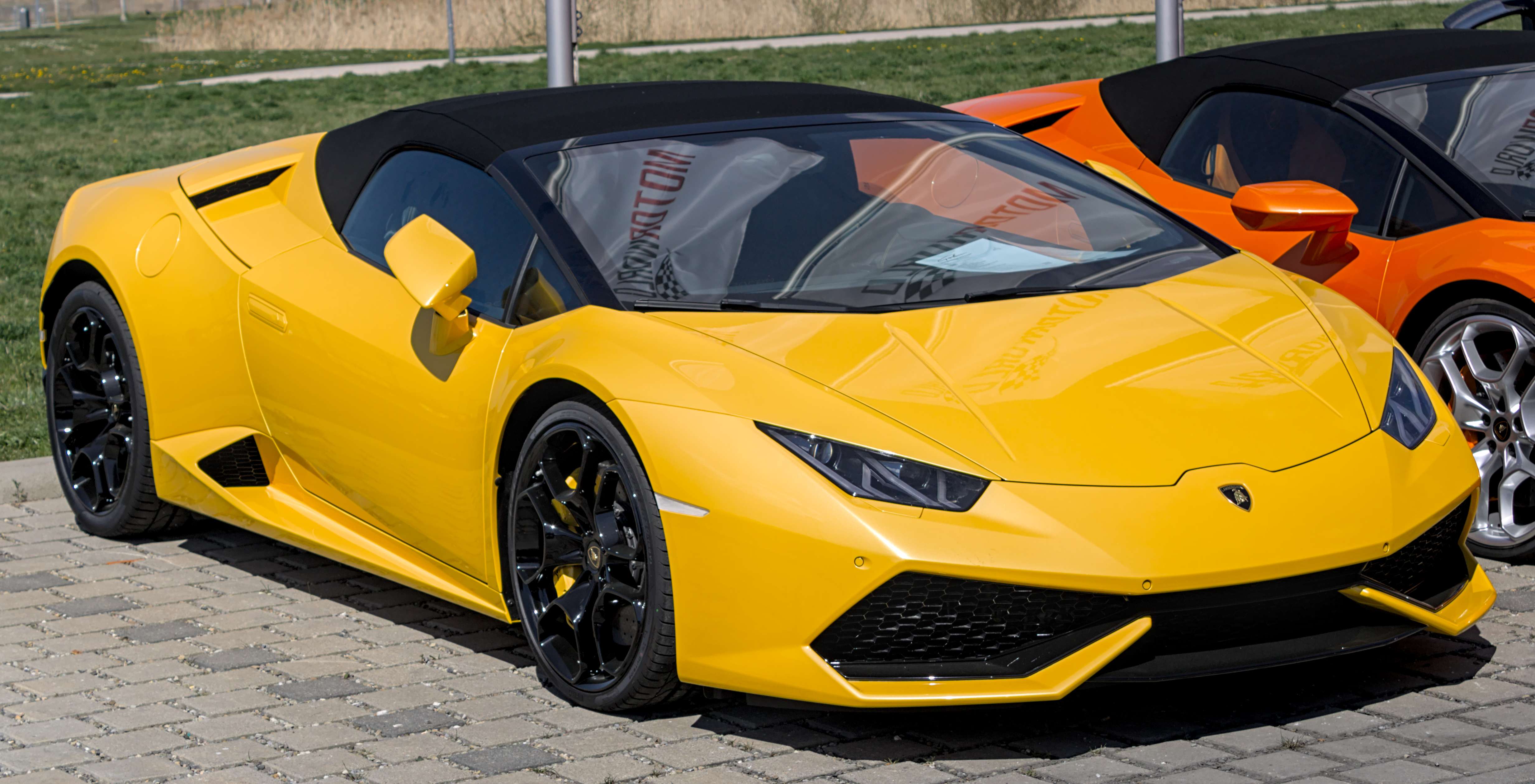
Lamborghini Huracán LP 610-4 Spyder (2016–2019)

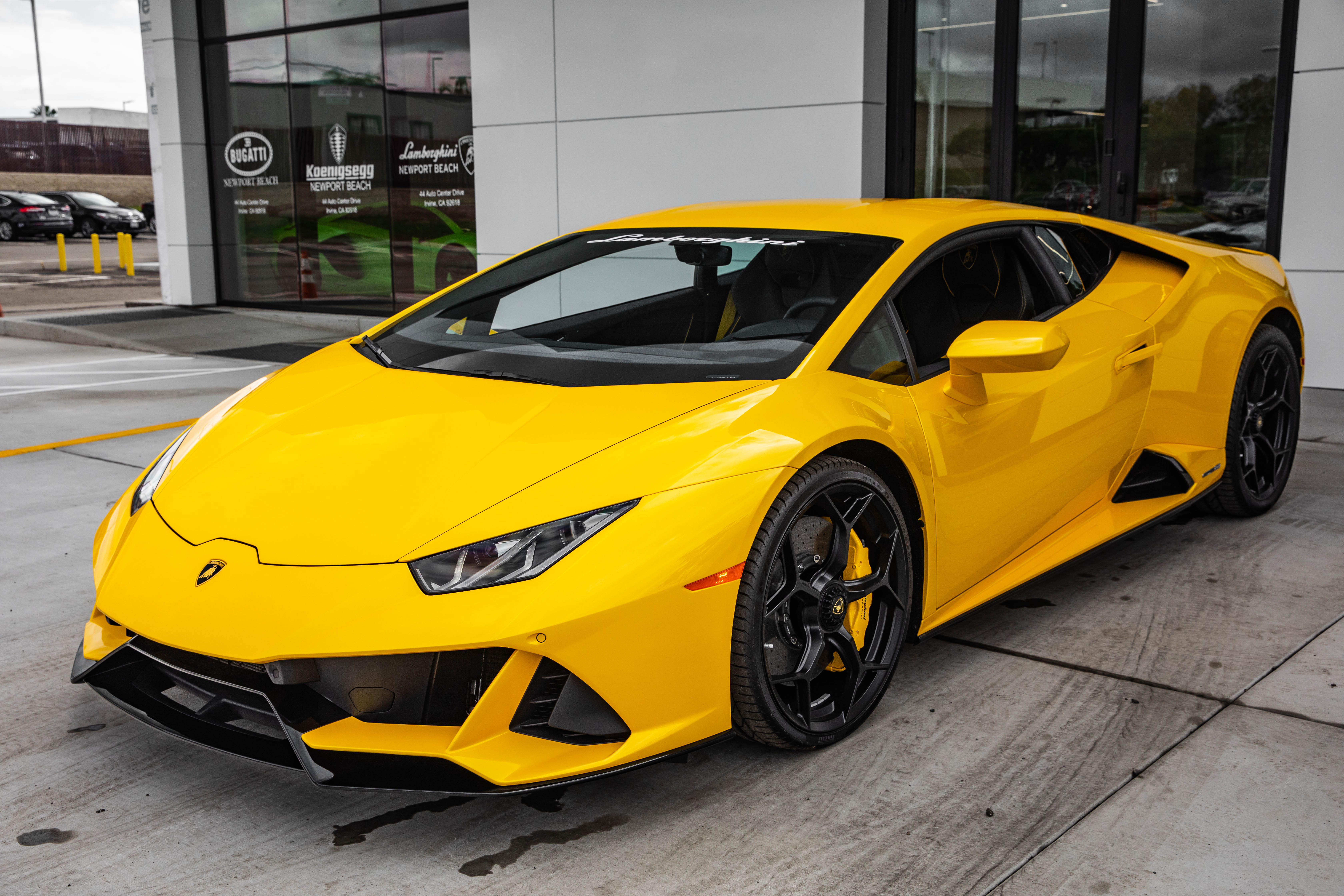
Lamborghini Huracán Evo (2019–2024)

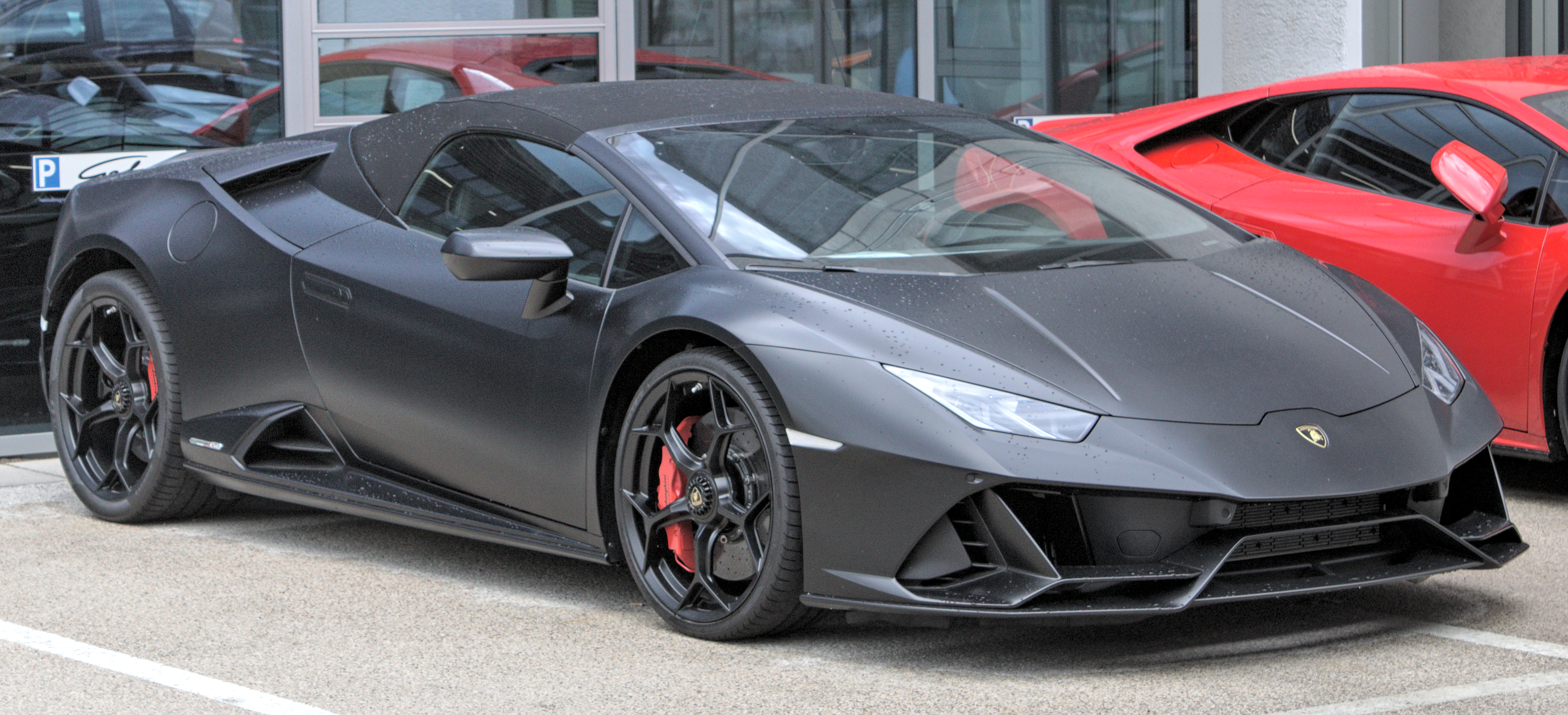
Lamborghini Huracán Evo Spyder (2019–2024)

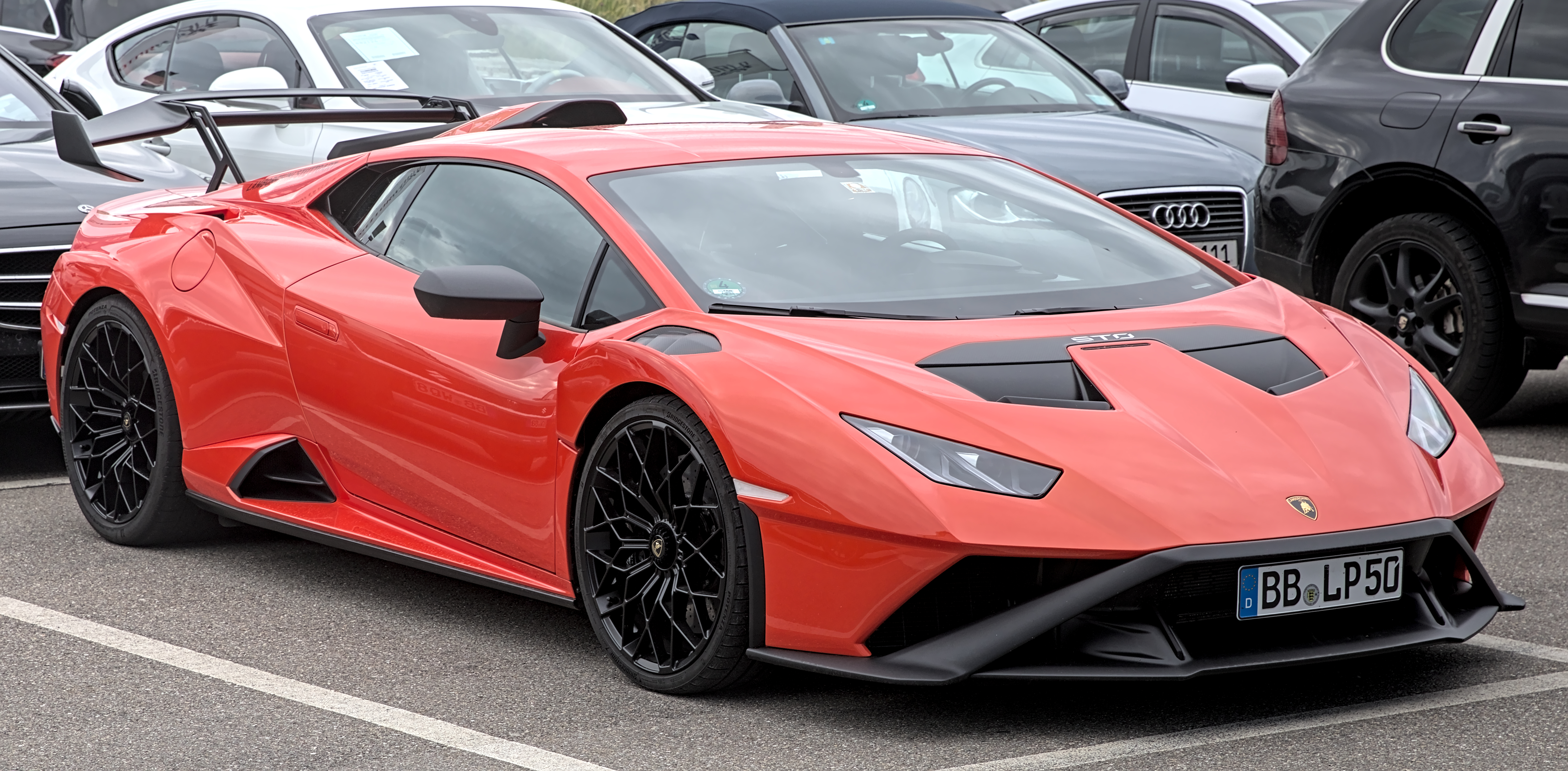
Lamborghini Huracán STO (2021–2024)

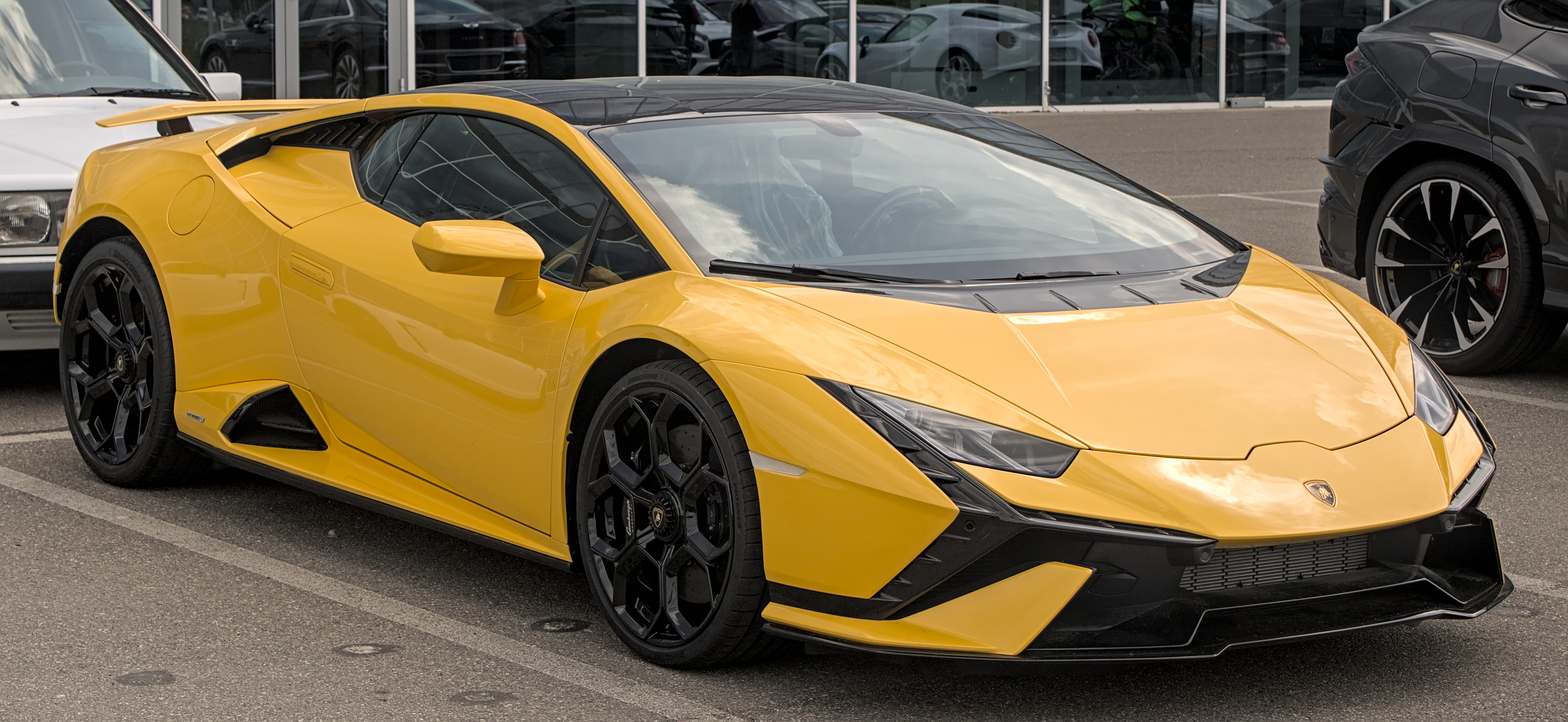
Lamborghini Huracán Tecnica (2022–2024)

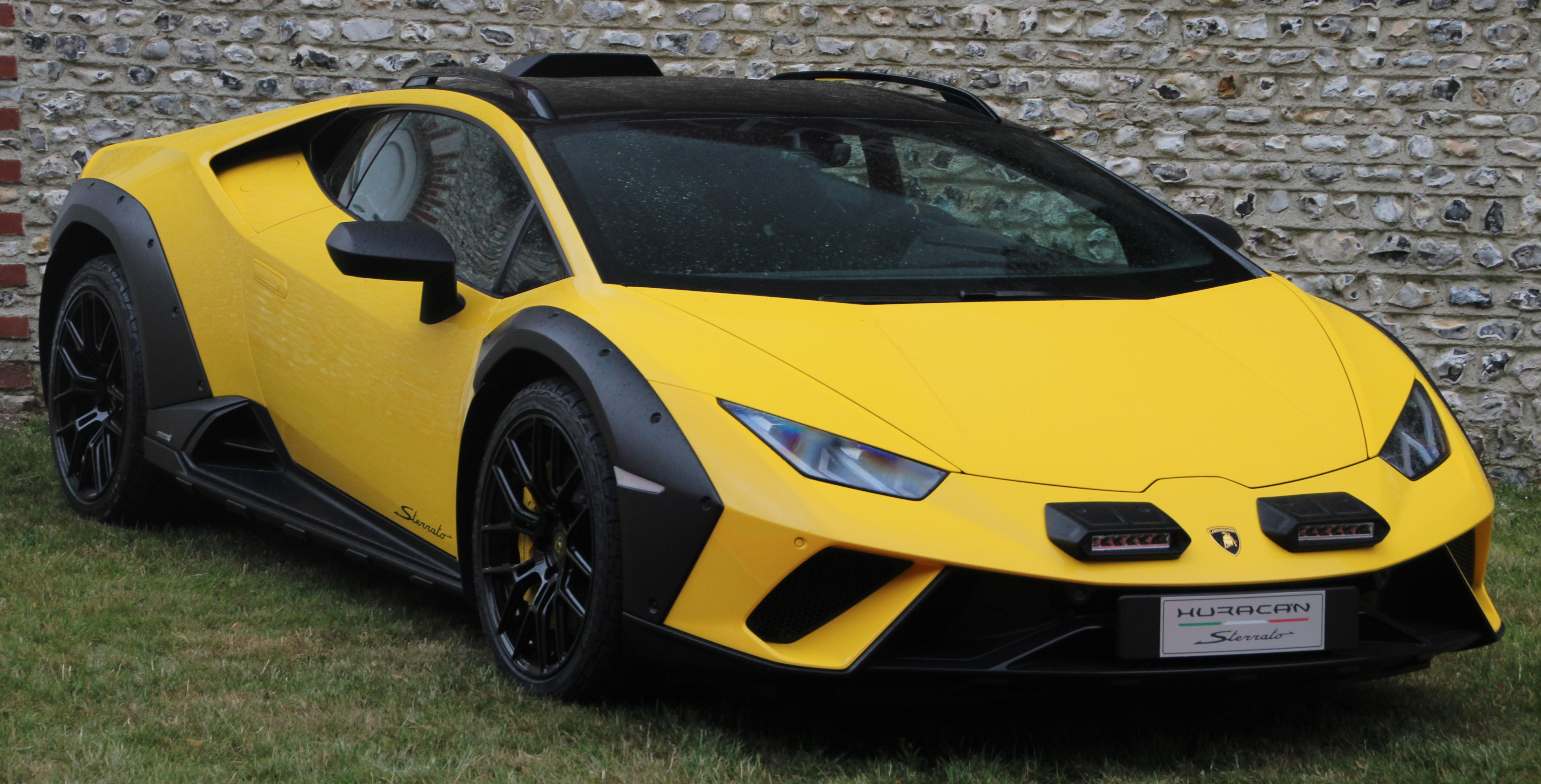
Lamborghini Huracán Sterrato (2023–2024)

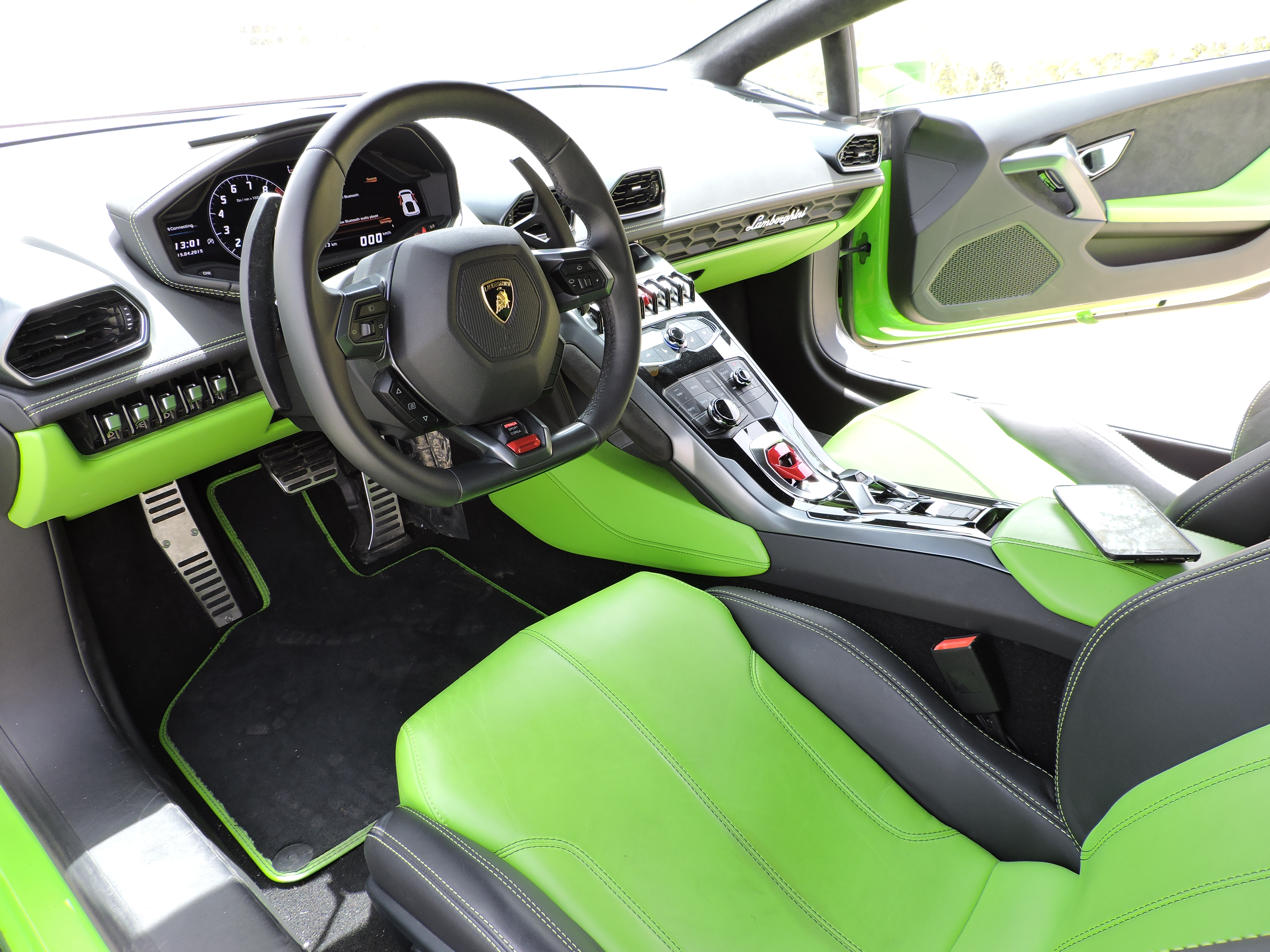
Салон

З початку січня 2014 року, Huracan була представлена на 130 закритих заходах, які пройшли в 60 містах. Світова прем'єра відбулася на Женевському автосалоні в березні 2014 року. Модель отримала назву «Huracan», яке за традицією італійського виробника пов'язано зі світом кориди: таке ім'я носив бойовий бик, який виступав в іспанському місті Аліканте в 1879 році.

## Двигуни
- 5.2 L V10 580-640 к.с. 540-600 Нм при 6500 об/хв

## Технічні характеристики
Середньо-моторний повнопривідний суперкар, базується на карбоново-алюмінієвому шасі, котре лягло в основу другого покоління Audi R8. Вага авто 1,422 кілограми, що на 12 важча ніж Gallardo. Співвідношення ваги до потужності складає 2,33 кг на кінську силу.
Суперкар оснащено модернізованим V10 об'ємом 5,2 літра від Gallardo. Потужність — 610 к.с. (455 кВт) при 8 250 обертах за хвилину, та 650 Нм крутного моменту при 6 500 обертах за хвилину.
Розгін до 100 складає 3,2 секунди, до 200 — 9,6 секунди, а максимальна швидкість рівняється 325-ти кілометрам за годину. Середня витрата палива складає 12,5 літра на сотню пробігу.
Двигун працює в парі з роботизованою 7-ступеневою коробкою передач з подвійним зчепленням, яка отримала назву Lamborghini Doppia Frizione (LDF), це є модернізований варіант трансмісії S-tronic, яке використовується на першому поколінні Audi R8.
| 0-100 км/год | 3.2 с. |       | 1/4 милі — 10.821 с. | 209.60 км/год |
| 0-200 км/год | 9.6 с. | [ 3 ] | 1/2 милі — 17.019 с. | 257.32 км/год |
| 0-300 км/год | 22 с.  |       | 1000 м — 19.744 с.   | 271.49 км/год |

### Версії Lamborghini Huracan
Існують такі версії Lamborghini Huracan:
- Lamborghini Huracán LP 610-4 (LB724) 2014 EU-Spec (Для ринку Європи), US-Spec (Для ринку США та Канади, світловідбивачі на бамперах іншого кольору, на передньому оранжевого, та червоного на задньому), UK-Spec (Для ринку Великої Британії та Ірландії, має праве розташування керма).
- Lamborghini Huracán LP 610-4 Polizia (LB724) 2014 (Версія, яка випускається спеціально для італійської поліції. Авто пофарбовано в спеціальний блакитно-білий окрас з написом Polizia, також встановлені проблискові маячки. В салоні стоїть відеокамера та комп'ютер зі знімним екраном. В багажному відсіку встановлена холодильна установка, дефібрилятор і поліцейський маяк).
- Lamborghini Huracán LP 580-2 (LB724) 2015 (Задньопривідна модифікація Huracán. Дана модель позиціонує себе як наступника моделі Gallardo LP 550-2. Прем'єра відбулась на автосалоні в Лос-Анджелесі 2015 року. Модель отримала видозмінений передній та задній бампери. Окрім цього, на модель встановлені 19'-дюймові колісні диски Kari, які «взуті» в покришки Pirelli PZero розмірністю 245/35 попереду, та 305/35 позаду, які були розроблені спеціально для цієї версії. Авто важить 1389 кг, що на 33 кг менше звичайного Huracán. Розгін до 100 складає 3.4 секунди, що на 0.2 секунди повільніше стандартного авто, а максимальна швидкість складає 318 км/год замість 325 км/год у звичайної моделі. Інженери також переналаштували рульове управління та систему стабілізації і трекшн-контроль. Ціни на таку версію починаються зі 150 00 Євро, що на 20 000 євро менше від звичайного Huracán).
- Lamborghini Huracán LP 610-4 Spyder (LB724) 2015 (Версія з відкидним верхом, яка була представлена на Франкфуртському автосалоні 2015 року, також є версія для ринку США та Канади).

### Тюнінг Lamborghini Huracan
- Wheelsandmore Lamborghini Huracán «Lucifero» (LB724) 2014
- Ares Design Lamborghini Huracán (LB724) 2015
- Mansory Lamborghini Huracán (LB724) 2015
- Novitec Torado Lamborghini Huracán LP 610-4 (LB724) 2015
- Novitec Torado Lamborghini Huracán LP 610-4 N-Largo (LB724) 2015
- VOS Lamborghini Huracán (LB724) '2015
- Mansory Lamborghini Huracán «Torofeo» (LB724) 03.2015
- Mansory Lamborghini Huracán «Torofeo» (LB724) 09.2015
- O.CT Tuning Lamborghini Huracán (LB724) 2016

### Lamborghini Huracan Спорт
- Lamborghini Huracán GT3 2015
- Lamborghini Huracán LP 620-2 Super Trofeo 2015

## Виробництво і продажі
Вироблено
| рік  | авто  | 610-4 Coupé | 610-4 Spyder | 580-2 Coupé | 580-2 Spyder | 640-4 Performante |
| ---- | ----- | ----------- | ------------ | ----------- | ------------ | ----------------- |
| 2013 | 76    | 76          | -            | -           | -            | -                 |
| 2014 | 1,540 | 1,540       | -            | -           | -            | -                 |
| 2015 | 2,628 | -           | -            | -           | -            | -                 |
| 2016 | 2,419 | -           | -            | -           | -            | -                 |
| 2017 | 2,699 | -           | -            | -           | -            | -                 |
| 2018 | 2,790 | -           | -            | -           | -            | -                 |

Продано
| рік  | Європа |
| ---- | ------ |
| 2014 | 220    |
| 2015 | 502    |
| 2016 | 529    |
| 2017 | 661    |
| 2018 | 798    |
| 2019 | 607    |
| 2020 | 507    |
| 2021 | 585    |

1. ↑  Європа: 2020 ЄС 27 + Велика Британія + Швейцарія + Норвегія + Ісландія